# Un jour, peut-être
Pour plus de détails, voir Fiche technique et Distribution.
Un jour, peut-être ou Bien sûr, peut-être au Québec (Definitely, Maybe) est une comédie romantique américano-britanno-franco-allemande, écrite et réalisée par Adam Brooks, sortie en 2008.

## Synopsis
Will Hayes, trente-huit ans, est en instance de divorce. Un jour, il va chercher sa fille, Maya, âgée de dix ans, qui vient d'assister à son premier cours d'éducation sexuelle, à l'école. Cette dernière insiste pour connaître l'histoire de la rencontre entre ses parents. Bien que réticent, Will accepte, toutefois en changeant les noms des trois femmes qui ont compté dans sa vie, dont sa future ex-femme, ainsi que quelques faits relatifs à cette histoire. En 1992, jeune idéaliste engagé politiquement, il s'éloigne du Wisconsin et de sa petite amie, Emily, pour aller travailler à New York dans le QG de campagne de Bill Clinton, alors candidat démocrate pour la Présidence des États-Unis. Entretemps, il rencontre les deux autres femmes importantes de son existence : April et Summer. La première, employée anticonformiste au QG de campagne à la photocopieuse, travaille uniquement non pas par conviction politique, mais par besoin d'argent, tandis que la seconde, aspirante journaliste, est une vieille connaissance d'Emily.
Tout d'abord, il se rend chez Summer pour lui rendre son journal intime, qu'Emily avait conservé (Will avait entretemps lu un passage racontant une brève liaison adolescente entre les deux jeunes femmes), où il fait la connaissance d'Hampton Roth, un célèbre écrivain avec lequel Summer a une liaison, malgré leur différence d'âges. Par une rencontre fortuite, il retrouve April en dehors du QG et lui révèle qu'il va demander Emily en mariage. Ils font une répétition de cette demande, mais April est troublée par les paroles sincères de Will. Par la suite, Will se rend chez elle et découvre plusieurs éditions différentes de Jane Eyre. April lui explique que son père lui avait offert, quelques semaines avant sa mort, un exemplaire avec une dédicace de ce dernier, qu'elle a perdu ce livre après un déménagement, et que, depuis, elle cherche cet exemplaire dans des boutiques d'occasion. Par la suite, Will et April s'embrassent, bien qu'ayant une relation amoureuse chacun de leur côté, mais Will préfère quitter l'appartement avant que leur relation aille plus loin. Le lendemain, Emily débarque à New York et annonce à Will qu'elle a couché, en son absence, avec son colocataire et qu'elle préfère rompre, parce qu'elle ne partage pas ses aspirations.
Will connaît par la suite le succès avec son entreprise d'organisation de campagnes politiques, avec son ami Russell ; April entame un voyage au tour du monde, tandis que Summer a rompu avec Hampton et commence une relation avec Will. Lorsque April, amoureuse de ce dernier, revient à New York, elle le félicite à contrecœur lorsqu'il lui annonce qu'il va demander Summer en mariage, mais ce projet tombe à l'eau lorsque la jeune journaliste écrit un article dénigrant un client de Will, qui préfère rompre avec elle. À la suite de cela, il perd son travail et ses idéaux politiques. April organise une fête d'anniversaire à Will, désœuvré et au chômage, et après plusieurs appels téléphoniques, se rend chez lui et l'emmène à la fête, où il retrouve d'anciens collègues. Mais ivre, il quitte la fête et avoue ses sentiments auprès d'April, en vain. Quelque temps plus tard, Will trouve par hasard l'exemplaire du livre de Jane Eyre dédicacé du père d'April dans une librairie d'occasion et décide de lui offrir. Il se rend donc à son appartement, mais découvre là-bas qu'elle a un petit ami. Dépité, il quitte les lieux sans avoir rencontré la jeune femme et garde le livre.
Le hasard veut qu'il retrouve Summer, enceinte, qui l'invite à une fête où il retrouve également Emily, installée à New York, parmi les convives. À ce moment du récit, Maya comprend qu'Emily est en fait sa mère et son père lui explique que l'histoire a connu un dénouement heureux : elle-même. Dans son appartement, le jeune homme retrouve le livre Jane Eyre et décide de le donner à April, de nouveau célibataire, qui travaille à Amnesty International. Mais découvrant qu'il l'avait depuis plusieurs années, elle est bouleversée et lui demande de quitter les lieux.
Maya se rend compte que son père aime toujours April et découvre que s'il a changé les noms d'Emily (qui se nomme en réalité Sarah) et Summer (qui se nomme en réalité Natasha), il ne l'a pas fait pour April. Encouragé par sa fille, Will se rend avec cette dernière chez April et lui avoue qu'il n'avait gardé l'exemplaire de Jane Eyre que parce c'était le seul souvenir qu'il avait d'elle. April les fait entrer dans son appartement, puis enlace et embrasse Will.

## Fiche technique
- Titre original : Definitely, Maybe
- Titre français : Un jour, peut-être
- Titre québécois : Bien sûr, peut-être
- Réalisation et scénario : Adam Brooks
- Direction artistique : Peter Rogness
- Décors : Stephanie Carroll ; Ellen Christiansen (décoratrice de plateau)
- Costumes : Gary Jones
- Photographie : Florian Ballhaus (en)
- Montage : Peter Teschner (en)
- Musique : Clint Mansell
- Casting : Ali Farrell et Laura Rosenthal
- Production : Tim Bevan et Eric Fellner
  - Production exécutive : Liza Chasin (en) et Bobby Cohen ; Kerry Orent (coproducteur exécutif)
- Sociétés de production : Universal Pictures, Ringerike Erste Filmproduktion, Studiocanal et Working Title Films
- Sociétés de distribution :  Universal Pictures ;  Mars Distribution
- Budget : 7 millions de dollars américains
- Pays d'origine :  États-Unis,  Royaume-Uni,  France,  Allemagne
- Langue originale : anglais
- Format : couleur - 35 mm - 2,35:1 - son Dolby Digital, DTS, SDDS
- Genre  : comédie romantique
- Durée : 112 minutes
- Dates de sortie en salles :
  - États-Unis : 14 février 2008
  - Royaume-Uni : 8 février 2008
  - France : 25 juin 2008
- Public :  PG-13[n 1],  Tous publics

Source : IMDb

## Distribution
- Ryan Reynolds (V. F. : Maurice Decoster ; V. Q. : François Godin) : Will Hayes
- Isla Fisher (V. F. : Marie-Eugénie Maréchal ; V. Q. : Karine Vanasse) : April Hoffman
- Elizabeth Banks (V. F. : Laurence Dourlens ; V. Q. : Viviane Pacal) : Sarah Hayes / Emily Jones
- Rachel Weisz (V. F. : Marjorie Frantz ; V. Q. : Camille Cyr-Desmarais) : Natasha Rose / Summer Hartley
- Abigail Breslin (V. F. : Lou Howard ; V. Q. : Juliette Mondoux) : Maya Hayes
- Kevin Kline (V. F. : Dominique Collignon-Maurin ; V. Q.: Jean-Luc Montminy) : Hampton Roth
- Derek Luke (V. F. : Serge Faliu ; V. Q. : Patrice Dubois) : Russell McCormack
- Kevin Corrigan (V. F. : Marc Perez ; V. Q. : Pierre Auger) : Simon
- Annie Parisse (V. F. : Nathalie Regnier ; V. Q. : Anne Dorval) : Anne
- Nestor Serrano (V.F. : Edgar Givry ; V. Q. : Patrick Chouinard) : Robredo
- Adam Ferrara (V. F. : Nicolas Marié) : Gareth
- Liane Balaban (V. F. : Véronique Rivière ; V. Q. : Valérie Gagné) : Kelly
- An Nguyen (V.F : Stéphanie Lafforgue) : Jennifer
- Jaime Tirelli (V. F. : Michel Elias ; V. Q. : François Trudel) : Rafael
- Marc Bonan (V. F. : Anatole de Bodinat) : Kevin
- Daniel Eric Gold (V. F. : Adrien Antoine) : Charlie
- Keith Patterson : Keith
- Jaime Lee Kirchner : Samantha
- Lauren Courtney Norman : Lauren
- Max Pomeranc : membre de l'équipe de campagne de Robredo

Sources et légendes : Version française (V. F.) sur RS Doublage et Doublage Séries Database ; Version québécoise (V. Q.) sur Doublage.qc.ca

## Production

### Développement
L'écriture du scénario du film, une histoire d'amour se déroulant durant plus d'une décennie, écrit par le réalisateur Adam Brooks, a débuté quelques années auparavant.

« Il existe une grande tradition de films dont l’histoire s’étale sur une longue période de temps. Ce que j’aime en eux, c’est que l’on s’attache aux personnages justement parce que l’histoire se déroule durant une bonne partie de leur vie, »

— Adam Brooks, réalisateur et scénariste.

### Auditions
Pour incarner le personnage principal, celui de Will Hayes, le rôle est confié à l'acteur canadien Ryan Reynolds, grâce à sa performance dans Mi$e à prix et à la conviction de Eric Fellner, producteur de Mi$e à prix et également d'Un jour, peut-être, qu'il « allait devenir une star à part entière »,. Lorsque le réalisateur Adam Brooks a rencontré l'acteur, ce dernier fut frappé par l'approche de Reynolds qu'avait sur le personnage :

« L’une des premières choses que m’a dites Ryan est qu’il s’agissait d’un rôle pour James Stewart. C’était toujours ainsi que je l’avais moi-même considéré ! Il y a chez Ryan un charme immédiat qui fait qu’on se sent tout de suite à l’aise avec lui. Il est naturel, accessible, il pourrait être votre ami ou votre voisin. »

— Adam Brooks, réalisateur et scénariste de Un jour, peut-être.
De plus, Brooks ajoute la capacité du comédien à se fondre dans des rôles variés, ce qui est vital, selon le réalisateur.
Pour incarner Summer Hartley, jeune femme ayant une liaison avec un professeur plus âgé qu'elle et qui sera l'une des trois femmes ayant compté dans la vie de Will, le rôle est confié à Rachel Weisz. Fellner pensa à l'actrice britannique, qui avait déjà collaboré avec le producteur sur Pour un garçon et The Constant Gardener, qui lui a valu l'Oscar de la meilleure actrice dans un second rôle. Selon Fellner, cherchant de nouveaux projets pour l'actrice via la société de production Working Title Films, Weisz « avait envie de faire une comédie romantique » et elle est également une actrice très drôle, ayant beaucoup d'humour et une belle légèreté.
Le rôle d'April Hoffman, jeune anticonformiste travaillant au QG de campagne où elle rencontre Will et devient une autre des trois femmes de la vie du personnage principal masculin, est incarné par l'actrice australienne Isla Fisher, qui venait de connaître la consécration avec son rôle dans Serial Noceurs. Selon Bobby Cohen, producteur exécutif du film, il fallait un « tourbillon d’énergie, une force de la nature » pour ce rôle et que « jamais Will n’a rencontré quelqu’un comme April » et que le personnage d'April est une « jeune femme passionnée, caustique, brillante ».
Pour le réalisateur, qui a pensé à Fisher, dont les précédents rôles comiques l'avait marqué, pour interpréter April, il était convaincu au bout d'une heure de rencontre qu'elle serait parfaite pour l'incarner et ajoute qu'elle a  « non seulement ce sens de l’humour plein de vivacité », mais également « une manière de voir l’histoire et d’en parler tout à fait particulière». Fellner ajoute que Fisher a « un vrai talent pour apporter un souffle de légèreté aux moments dramatiques, lorsque l’on a besoin de souffler un peu, de prendre de la distance avec la douleur ou la colère. Elle s’est montrée brillante tout de suite».

« Ce que j’ai aimé le plus chez April, c’est qu’elle est pleine d’entrain, elle a du cran et elle dit ce qu’elle pense. Will et elle me font penser à Spencer Tracy et Katharine Hepburn. Ils s’affrontent, mais leur relation est aussi pleine de séduction et d’amour. »

— Isla Fisher, interprète d'April Hoffman.
Le rôle d'Emily, la petite amie de Will à l'université avant son départ de New York et personnage féminin central du film, avec ceux de Summer et d'April, est tenu par l'actrice américaine Elizabeth Banks, éclectique dans ses choix de films, que ce soit des drames au films d'horreur, en passant par les comédies, principalement connue pour Pur Sang, la légende de Seabiscuit et 40 ans, toujours puceau.

« Le charme du film réside d’abord dans son écriture, et dans la manière dont Adam Brooks a dépeint ses personnages féminins. C’est très difficile de trouver des rôles féminins bien écrits, et ce film en comporte trois ! Tous différents, mais complémentaires, ce qui donne une histoire complexe et passionnante. »

— Elizabeth Banks, interprète de Emily.

### Tournage
Le tournage du film a débuté le 6 octobre 2006 et s'est essentiellement déroulé à New York, notamment dans des lieux de la ville tels que le Grand Hyatt Hotel, Central Park et son zoo, la bijouterie Fred Leighton situé dans l'Upper East Side, et le bar Jake's Dilemma situé dans l'Upper West Side, ainsi que le Café Gitane à Nolita, l'Odeon Restaurant à Tribeca, le cabinet SS&K à Wall Street et P.S.89 à Battery Park City.

## Accueil

### Accueil critique
Un jour, peut-être a obtenu des critiques positives dans les pays anglophones. Sur le site Rotten Tomatoes, le long-métrage a obtenu 70 % de critiques positives, basé sur 147 commentaires collectés et une note moyenne de 6.5⁄10. Sur le site Metacritic, il a obtenu une moyenne modéré de 59 pour 100, basée sur 33 critiques.
En France, l'accueil reste assez favorable, puisque le site Allociné, basé sur 10 titres de presse, lui attribue une note moyenne de 3⁄5.

### Box-office
| Pays ou région | Box-office     | Date d'arrêt du box-office | Nombre de semaines |
| -------------- | -------------- | -------------------------- | ------------------ |
| États-Unis     | 32 241 649 $   | 10 avril 2008              | 8                  |
| France         | 69 002 entrées | 30 juillet 2008            | 5                  |
| Mondial        | 55 990 299 $   | 19 octobre 2008            | —                  |

Diffusé en salles aux États-Unis dans une combinaison de départ de 2,204 écrans, Un jour, peut-être démarre en cinquième position du box-office avec 9 764 270 $ de recettes engrangées pour son premier week-end d'exploitation, soit une moyenne de 4 430 $ par écran et 12 883 475 $ de recettes cumulées. Bénéficiant du Presidents Day, le film engrange 1,7 million de dollars supplémentaires, soit 5 205 $ par écran et un cumul de 14 591 460 $ de recettes.
Néanmoins, pour son second week-end à l'affiche, Un jour, peut-être perd 46,6 % de ses bénéfices par rapport à la précédente période, et ce malgré une augmentation de 16 écrans à le diffuser en salles, avec 5 217 775 $ de recettes durant cette période, soit une moyenne de 2 350 $ par écran et un cumul de 21 814 805 $ sur tout le territoire américain. Le film perd en bénéfices et en salles au fil du temps, et finit sa carrière en salles avec un total de 32 241 649 $ en huitième semaine, rencontrant ainsi un succès commercial au vu de son budget de production.
Le film fait une performance stable au box-office international, toutefois en baisse par rapport aux recettes américaines, avec un total de 23 748 650 $. Le total des deux recettes – américaines et internationales – pour les recettes mondiales atteignent près de 56 millions $.
En France, Un jour, peut-être passe totalement inaperçu pour sa sortie en salles, où il fut distribué dans 104 salles. Pour son premier jour à l'affiche, le long-métrage se classe à la septième position du box-office avec 3 531 entrées. En première semaine, il cumule un total de 50 836 entrées. Finalement, il totalise 69 002 entrées en fin d'exploitation.

## Autour du film
Aux États-Unis, le film est sorti en DVD le 24 juin 2008, avec en bonus les scènes coupées ainsi qu'une piste de commentaires du réalisateur Adam Brooks et l'acteur principal Ryan Reynolds.
En France, le DVD, édité chez StudioCanal, est sorti le 24 février 2009 avec en bonus le making-of, l'évolution temporelle du film et les scènes coupées.